# Myst
Myst és un videojoc d'aventura gràfica editat el 1993 i dissenyat i dirigit pels germans Robyn i Rand Miller. Va ser desenvolupat per «Cyan Worlds», un estudi amb seu a Spokane, Washington, i publicat i distribuït per Brøderbund. Els Miller van començar a treballar en Myst el 1991 i el llançaren per a l'ordinador Macintosh el 24 de setembre de 1993; va ser el projecte més gran de Cyan fins ara. Remakes i ports del joc s'han llançat per a Microsoft Windows, Windows Mobile, Sega Saturn, PlayStation, Jaguar CD, AmigaOS, CD-i, 3DO, PlayStation Portable, Nintendo DS i l'iPhone OS pels editors Midway Games, Sunsoft i Mean Hamster Software.
Myst posa el jugador en el paper del Stranger (Estrany), que utilitza un llibre especial per viatjar a l'illa de Myst. Allà, el jugador utilitza altres llibres especials escrits per un artesà i explorador anomenat Atrus per viatjar a diversos mons coneguts com a «Ages» (Edats). Les pistes trobades en cadascuna d'aquestes Edats ajuden a revelar el rerefons dels personatges del joc. El joc té diversos finals, depenent de les decisions preses pel jugador.
Al seu llançament, Myst va ser una gran sorpresa, amb crítics elogiant la capacitat del joc per submergir als jugadors en el món de ficció. Myst va ser el joc de PC més venut de tots els temps, fins que The Sims ha superat les seves vendes el 2002. Myst va ajudar a impulsar l'adopció del format de CD-ROM llavors naixent. L'èxit de Myst va generar quatre seqüeles directes de videojocs, així com diversos jocs relacionats i novel·les.
El joc va tenir quatre continuacions: Riven (1997), Myst III: Exile (2001), Myst IV: Revelation (2004) i Myst V: End of Ages (2005).

## Jugabilitat

Un llibre portal.

El joc és una aventura gràfica que es realitza en un món interactiu. El jugador pot moure el seu personatge fent clic amb el ratolí en el lloc que ell desitgi, i interactuar amb objectes específics amb només fent-hi clic. En aquest tipus de jocs no hi ha enemics, sinó un conjunt d'endevinalles que s'han de resoldre.
Per completar el joc, el jugador ha de descobrir i seguir pistes que el transportaran a altres èpoques, les quals seran «mini-mons» diferents. Després de viatjar a moltes èpoques de Myst, Selenitic, Stoneship, Mechanical i Channelwood, el jugador pot retornar al punt d'inici, l'Illa Myst, amb tota la informació necessària per completar el joc.
Segons els creadors, el joc està inspirat en el llibre L'Illa misteriosa, de l'escriptor francès Jules Verne. També els fans creuen que una font d'inspiració va ser la novel·la La invenció de Morel d'Adolfo Bioy Casares, en el qual una persona desconeguda viatja per una illa surrealista.

## Argument
En certa manera, hi ha dues versions diferents de la història en el joc; una és la «història real», que va ser recuperada dels manuscrits D'ni (tal com s'esmenta en el manual d'instruccions), mentre que l'altra versió inclou llibertats que els dissenyadors van usar per transformar la «història real» en un joc.

Números del llenguatge D'ni.

Sota unes fosques circumstàncies, una persona misteriosa coneguda com a Estrany (el jugador, s'assumeix que és un home per simplificar aquesta descripció, encara que Strange en anglès no determina el sexe) troba un estrany llibre anomenat Myst. D'acord al manual d'instruccions, llegeix el llibre i descobreix una detallada descripció d'un món illenc. L'Estrany posa la seva mà sobre l'última pàgina i és transportat a aquest món en el qual únicament té l'opció d'explorar. No obstant això, aquests successos ocorren de forma lleugerament diferent en el joc. Quan obre el llibre, l'Estrany descobreix que la primera pàgina està ocupada per una única imatge en moviment o panell enllaçable. Aquesta imatge mostra la vista aèria d'una illa. En tocar la imatge, l'Estrany és transportat a l'illa i és abandonat allí sense més opció que explorar-la.
La Illa Myst conté una biblioteca on es poden trobar dos llibres: un de vermell i un de blau. Aquests llibres són paranys per Sirrus i Achenar, respectivament, dos homes que diuen ser els fills d'Atrus. Atrus és el misteriós i poderós propietari de l'Illa Myst que pot escriure llibres especials («llibres portals» o «llibres enllaçables») mitjançant una antiga pràctica coneguda com L'Art, que transporta a l'usuari entre mons o «Eres» que descriuen. Des dels panells enllaçables dels seus llibres, Sirrus i Achenar preguen a l'Estrany que els deixi escapar. No obstant això, als llibres els falten diverses pàgines, així que els seus missatges són poc clars al principi.
Conforme l'Estrany continua explorant l'illa, més llibres són descoberts amagats entre complexos mecanismes i puzles. Hi ha quatre llibres en total, cadascun d'ells enllaçant a mons diferents o Eres. L'Estrany ha d'explorar cada Era, trobar les pàgines vermelles i blaves amagades en aquesta Era i després tornar a Myst.

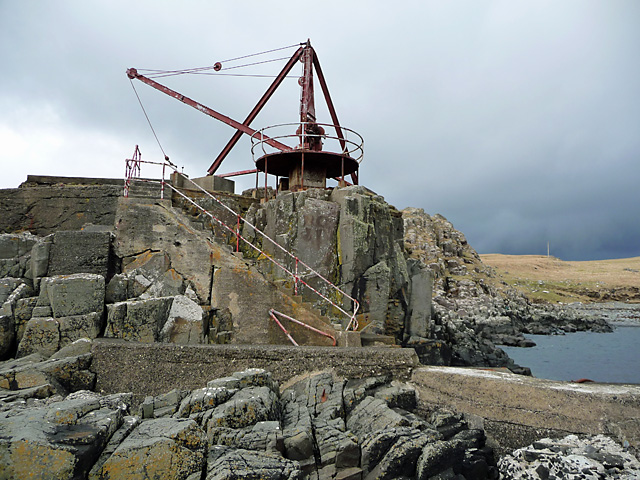
Un lloc de Gran Bretanya que s'assembla molt a l'inici de Myst.

Aquestes pàgines poden ser reposades en el seu llibre corresponent. Quan l'Estrany afegeix més pàgines als llibres, tots dos germans poden parlar més i de forma més clara. Durant tot aquest procés, tots dos germans mantenen que no s'ha de confiar en l'altre germà. Després de recollir quatre pàgines, els germans poden parlar tan clarament que poden dir-li a l'Estrany on està amagada la cinquena pàgina. Si l'estrany dona a cada germà la seva cinquena pàgina, ells s'alliberaran. L'Estrany ha de triar. Ajudar a Sirrus o a Achenar, o a cap.
Els germans preguen ser alliberats i, per sobre de tot, que el jugador no toqui el llibre verd que està emmagatzemat en la mateixa localització que les últimes pàgines. Ells diuen que aquest llibre és com el seu i que si l'obre, l'Estrany hi quedarà empresonat. La veritat és que el llibre porta fins a D'ni, on el seu pare Atrus està tancat. Atrus demana al jugador que li porti l'última pàgina que està amagada a l'Illa Myst. Ell no pot exercir justícia sobre els seus fills a Myst sense l'última pàgina. La nota que explica com aconseguir la pàgina ha estat trencada i portada a dues de les Eres pels germans. L'única forma d'aconseguir la victòria és la següent: entrar a D'ni sense la pàgina porta a un empresonament etern i alliberar a qualsevol dels germans porta al jugador a quedar atrapat en el seu llibre.
Les respostes a les Preguntes més freqüents (FAQ) de la pàgina web de Cyan, Inc suggereixen que en la «història real» Sirrus i Achenar van ser fets presoners en Eres, no atrapats en els seus llibres, la qual cosa significa que no haguessin pogut tenir comunicació possible amb l'Estrany. Després de revelar els misteris de la història passada de Myst, es va fixar que els successos descrits succeeixen a principis de 1800.

## Desenvolupament

### Rerafons
Vam començar el nostre treball de disseny i ens vam adonar que hauríem de tenir encara més argument i història del que seria revelat en el propi joc. Semblava que tenir aquesta profunditat era tan important com el que l'explorador realment veuria. 
El 1988 els germans Rand i Robyn Miller vivien separats als Estats Units. Robyn estava prenent un any de descans de la universitat, escrivint i intentant establir una residència estatal. Rand era un programador informàtic per a un banc. Rand es va acostar al seu germà amb la idea de fer servir un llibre de contes interactiu usant HyperCard. Els germans no eren fans dels videojocs, tot i que estaven familiaritzats amb Dungeons & Dragons, i van jugar al Zork. Al soterrani dels seus pares—Robyn no posseïa cap ordinador—Robyn va començar a dibuixar i crear una història no lineal que finalment es convertiria en el seu primer joc, The Manhole. The Manhole i els jocs que van seguir—Cosmic Osmo i Spelunx—es van dirigir específicament als nens i compartien la mateixa estètica: gràfics en blanc i negre, una jugabilitat d'apuntar i clicar, un punt de vista en primera persona i mons explorables. Robyn va recordar que els jocs eren més sobre l'exploració que de narrativa: "En els projectes que vam fer per als nens, realment no explicàvem històries ... Són només mons que exploraríeu."
Al voltant de 1990, els germans van decidir crear un joc que els agradaria als adults. Entre els seus objectius es trobaven personatges creïbles, una història no lineal i per al jugador com a protagonista per prendre decisions ètiques. Els Miller van llançar el joc amb Activision sota el títol The Gray Summons; Robyn va recordar que Activision els va dir que es quedessin amb els jocs infantils. En el moment del fracàs, no estaven bé financerament—"estaven menjant arròs, mongetes i formatge governamental i això [va ser] la nostra dieta." Davant del final de la seva carrera productiva, Sunsoft es va acostar als Miller per crear un joc orientat a adults. Com amb The Gray Summons, els Miller volien que el seu joc tingués una història no lineal amb personatges creïbles i una elecció ètica. També volien produir un joc amb gràfics molt més impressionants que els seus esforços anteriors—en un moment determinat consideraven fer el joc completament dibuixat a mà. Finalment, sabien que la seva història seria de misteri.
El desenvolupament de Myst va començar el 1991. L'equip creatiu del joc estava format pels germans Rand i Robyn, amb l'ajut del dissenyador de so Chris Brandkamp, l'artista i animador 3D Chuck Carter, Richard Watson, Bonnie McDowall i Ryan Miller, que junts van crear Cyan, Inc. Myst va ser la col·laboració més gran i més llarga que Cyan havia intentat en aquell moment. Cyan es va inspirar en jocs com Zork, l'univers mític de Star Wars, portals a altres mons com a les Les Cròniques de Nàrnia de C. S. Lewis, i les misterioses illes de la literatura antiga com les de Jules Verne. El nom del joc, a més de l'atmosfera solitària i misteriosa de l'illa, s'inspirava en el llibre L'illa misteriosa de Verne.
Sunsoft no estava interessat en el joc per a PC i es va centrar en el mercat de les consoles de videojocs. En aquell moment, les consoles no tenien discs durs ni petits buffers de memòria, el que significa que el joc havia de ser dissenyat al voltant d'aquestes limitacions tècniques. Per resoldre aquest problema, es van compartimentar parts dels entorns del joc a les diferents eres. Els Miller van decidir que a la majoria de la gent no els agradaven els puzles. Per tant, un bon trencaclosques se sentiria familiar i formaria part del món—no com un trencaclosques, però una cosa que els jugadors poden descobrir com un interruptor a casa seva, utilitzant l'observació i el sentit comú. Cyan no tenia fans per complaure, i no sabia exactament a qui dedicaria el joc; Robyn sentia que no havia de endevinar les seves opcions i podria "explorar el món mentre el dissenyàvem" i construir un joc per a ells mateixos. En una entrevista del 2016, Rand Miller va afirmar que es va esforçar en dissenyar els trencaclosques de Myst i els seus jocs posteriors intentant equilibrar tres aspectes: els puzles en si mateixos, l'entorn i la història. Rand també va afirmar que volien assegurar-se que les pistes de les solucions als trencaclosques eren evidents i es presentessin al jugador d'una manera perquè aquestes connexions es fessin: "un cop el jugador troba la solució, i ens culpa, per tant no hem fet una bona feina, però si es culpen ells mateixos, llavors sí que ho hem fet bé."
Cyan va proposar Myst a Sunsoft per $265.000—més del doble del que pensaven que costaria desenvolupar el joc, però, finalment, menys del cost que va costar produir. Després d'obtenir l'objectiu, Cyan va provar tot el joc en forma de Dungeons and Dragons per identificar problemes importants abans d'iniciar la producció completa.

### Producció

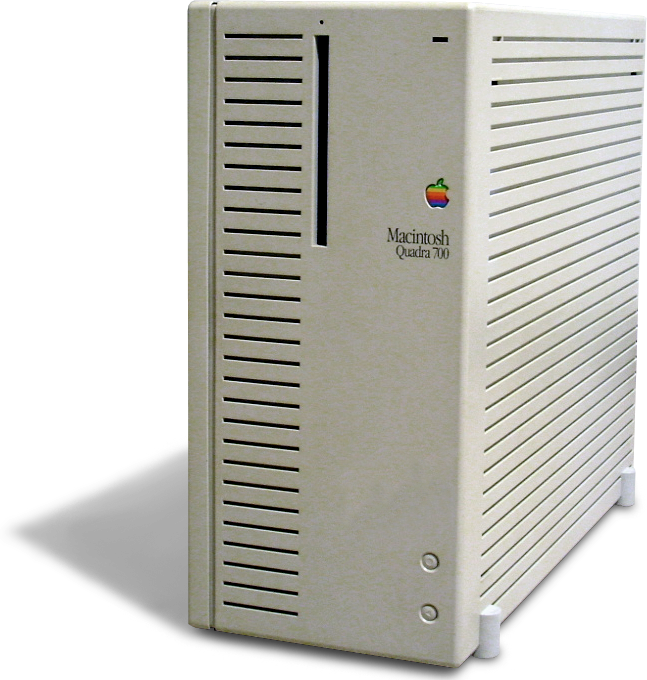
Es van utilitzar equips Macintosh com aquest per desenvolupar Myst. Les unitats de CD-ROM lentes i la reduïda memòria de les consoles de joc van ser les principals limitacions tècniques.

Myst no només va ser la col·laboració més gran que Cyan havia intentat en aquell moment, sinó que també va trigar molt a desenvolupar-se. Segons Rand Miller, els germans van passar mesos únicament dissenyant l'aspecte i els trencaclosques de les Eres, que van ser influenciats per "mons" fets per a nens. La major part del temps inicial de desenvolupament va ser dissenyar els trencaclosques i les Eres, i la història era secundària. "Vam ser dissenyadors de nivells ... i els mapes van alimentar la història," segons Rand. La trama va evolucionar paral·lelament al canvi d'entorn, desenvolupant nous detalls de la història amb cada nou edifici del món. El final culminant amb Atrus va ser un desenvolupament posterior en la història del joc després que Cyan es va adonar que volien crear un final més complicat. En retrospectiva, Robyn va considerar que "Myst" no provocava la reacció emocional i el dilema ètic que es proposaven crear.
Quan Cian va començar, el desenvolupament de personatges creïbles va ser un obstacle important. Els germans estaven limitats a la comunicació unidireccional amb el jugador, i en qualsevol moment, un jugador podia optar per sortir i "trencar l'encanteri" del joc. La visualització de vídeo al joc era inicialment inviable. Dissenyant al voltant dels límits, els dissenyadors van crear els llibres trampa, que eren dispositius de comunicació específics per a llocs i de sentit únic. El llançament del QuickTime a meitat del desenvolupament del joc va solucionar el problema del vídeo.
Al principi, els desenvolupadors no tenien ni idea de com crearien realment el terreny físic de les Eres. Finalment, van crear mapes d'altures (o heightmap en anglès) en escala de grisos, extraient-los per crear canvis d'elevació. A partir d'aquest terreny bàsic es van pintar textures sobre un mapa de colors que estava envoltat pels paisatges. Es van afegir objectes com els arbres per completar el disseny. Rand va assenyalar que l'atenció als detalls va permetre a Myst tractar les limitacions de les unitats de CD-ROM i els gràfics, afirmant que "es pot fer molt amb una textura ... Com trobar una textura interessant es pot mapar en el tapís de la paret, passant una mica de temps addicional retocant, posant cargols a les coses. Aquestes són les coses que no us donaríeu compte, però si no hi fossin, creuríeu que és fals."
El joc va ser creat en ordinadors Macintosh, principalment en Macintosh Quadras. Els gràfics eren parts individuals de sales completament renderitzades. En general, Myst conté 2.500 marcs, un per a cada àrea possible que el jugador pot explorar. Cada escena va ser modelada i representada en StrataVision 3D, amb algun model addicional de Macromedia MacroModel. Les imatges es van editar i millorar utilitzant Photoshop 1.0.
La versió original de Macintosh de Myst va ser construït en HyperCard. Cada Era va ser una pila única de HyperCard. La navegació es va gestionar mitjançant un sistema de botons interns i scripts de HyperTalk, amb imatges i clips de video de QuickTime es va passar a diversos connectors; essencialment, les funcions del Myst com una sèrie de diapositives multimèdia separades enllaçades entre si per ordres. Com la principal limitació tècnica que va afectar Myst van ser les lentes unitats de lectura de CD-ROM, Cyan va haver de fer grans esforços per assegurar-se que tots els elements del joc es carreguessin tan aviat com sigui possible. Les imatges s'emmagatzemaven com recursos de 8 bits PICT amb paletes de colors personalitzades i compressió d'imatges fixes QuickTime. Els elements animats, com ara pel·lícules i animacions d'objectes, es van codificar com a pel·lícules QuickTime amb compressió Cinepak; en total, hi va haver més de 66 minuts d'animació de Quicktime. Aquest processament acurat va fer semblar que els gràfics estaven acabats en imatges amb truecolor tot i la seva poca profunditat; les fotos es van reduir de 500 KB a al voltant de 80 KB.
Cyan va provar el joc amb dues persones assegudes davant, amb l'objectiu que conversarien entre si i destacarien els seus gustos i les seves preferències en comparació amb una persona jugant en silenci. Rand i Robyn es van asseure darrere dels provadors prenent notes, i van poder fer canvis i solucions posteriorment. Cyan volia que la interfície del joc fos invisible, i que elaborés un joc que gaudís tot tipus de persones. Al principi havien decidit que no hi hauria inventari, enemics ni maneres de morir; finalment, van incloure un sistema per guardar com a concessió al fet que es necessitarien molts mesos per completar el joc. Entre els problemes que es van descobrir amb la història, hi era que Myst inicialment no tenia trama. Com a resposta, Cyan va afegir una nota d'Atrus a Catherine que va incloure els jugadors a l'existència d'una cambra del moll que va reproduir un missatge d'Atrus i explicava els objectius del joc.

### So
Chris Brandkamp va produir la major part dels sons ambientals i incidentals del joc. Per assegurar-se que els sons estaven ajustats, Brandkamp va haver d'esperar fins que les visualitzacions del joc fossin en context. Els efectes sonors es van treure de fonts poc comunes; el soroll d'un incendi en una caldera es va crear conduint lentament sobre les pedres d'una calçada perquè les gravacions d'un foc real no sonaven com a cremar foc. Els timbres d'una gran torre de rellotge es van simular mitjançant una clau, després es van transposar a un pas inferior.
Al principi, Myst no tenia música, perquè els Miller no volien que la música interferís en el joc. Després d'unes quantes proves, es van adonar que la música de fons no afectava negativament el joc i, de fet, "semblava que realment ajudava l'estat d'ànim del jugador en certs llocs del joc." Robyn Miller va acabar component 40 minuts de música sintetitzada que es va utilitzar en el joc i es va publicar més tard com a Myst: The Soundtrack. La barreja i els efectes es van fer sobre un sintetitzador E-mu Proteus MPS. La banda sonora es va enregistrar durant les nits de dues setmanes.Inicialment, Cyan va publicar la banda sonora mitjançant un servei de comanda de correu, però abans del llançament de la continuació de Myst, Riven, Virgin Records va adquirir els drets de llançament de la banda sonora, i el CD es va reeditar el 21 d'abril de 1998.

## Rebuda
La versió per a PC de Myst té una puntuació mitjana del 83% a GameRankings basat en 7 comentaris, tot i que els remakes posteriors del joc i els ports de consola generalment han rebut puntuacions mitjanes més baixes.
Myst generalment va ser lloat pels crítics. Computer Gaming World va assegurar als seus lectors que el joc no era com els altres jocs de CD-ROM "gran en nivell i baix en substància ... Myst és tot el que es diu que és i és, senzillament, el millor joc [Macintosh] en CD-ROM". Va elogiar la naturalesa de món obert del joc, falta de mort i argument "simple". La revista va afirmar que els gràfics i el so "fascinants" i "impressionants" no van ser "l'estrella del joc ... la substància del joc és tan bona com el seu embalatge", i va concloure que Myst "està per establir un nou estàndard". L'abril de 1994, la revista l'anomenà una "obra mestra artística".
Wired i The New York Times figuraven entre les publicacions que s'apuntaven a Myst com a evidència que els videojocs podrien, de fet, evolucionar cap a una forma d'art. Entertainment Weekly va informar que alguns jugadors van considerar la "moralitat virtual" de Myst, com una experiència religiosa. El professor Søren Pold de la Universitat d'Aarhus va destacar que Myst com a excel·lent exemple de com es poden explicar històries amb objectes que no pas amb persones. Laura Evenson, escrivint per al San Francisco Chronicle, va apuntar a jocs orientats a adults com Myst com a evidència, la indústria dels videojocs va sorgir de la seva fase "adolescent".
Jeff Sengstack de GameSpot va escriure que "Myst és una experiència immersiva que us atraurà i no us deixarà anar." Escrivint sobre la rebuda de Myst, Greg M. Smith va observar que Myst s'havia convertit en un èxit i es considerava increïblement immersiu tot i semblar-se molt a la "tecnologia roncada de la presentació de diapositives (amb música i efectes d'acompanyament)". Smith va concloure que "la brillantor primària de Myst rau en la forma en què proporciona una justificació narrativa per a les mateixes coses que més molesten" sobre les limitacions tecnològiques imposades al joc; per exemple, Macworld va elogiar els dissenyadors de Myst per superar la lentitud debilitant ocasional de les unitats de CD per oferir una experiència consistent durant tot el joc. La publicació va continuar en declarar Myst com el millor joc del 1994, afirmant que Myst va eliminar les "parts més molestes dels jocs d'aventura — vocabularis que [tu] no entendràs, persones amb les quals no podràs parlar, moviments equivocats que et fan matar i et fan començar de nou. Intenteu descobrir l'enigma de l'illa explorant-la, però no hi ha pressió de temps per distreure-vos, ni se us posen càstigs arbitraris".
Alguns aspectes del joc encara van rebre crítiques. Diverses publicacions no van estar d'acord amb la recepció positiva de l'argument; Jeremy Parish de 1UP.com va observar que mentre la falta d'interacció i trama contínua Myst s'adaptava al joc, contribuïa a la mort del gènere de jocs d'aventura. Edge va dir que el principal defecte del joc era que el motor del joc no era tan sofisticat com els gràfics. Heidi Fournier de Adventure Gamers va assenyalar que alguns crítics es queixaven de la dificultat i la manca de context dels trencaclosques, mentre que altres creien que aquests elements s'afegien a la jugabilitat. De la mateixa manera, els crítics es van dividir sobre si la manca d'una trama el jugador fos en realitat un element bo o dolent. Al 1996 Next Generation va citar "hora més trista de joc", dient que els gràfics estàtics i els puzles purament de prova i d'error van ressaltar un mal disseny del joc. Ells van dir que l'èxit comercial de Myst, que es devia principalment a la seva popularitat entre els no jugadors assidus com el valor del CD-ROM, havia propiciat que molts altres jocs emulessin els seus aspectes negatius. En una revisió retrospectiva del 2000, IGN va declarar que Myst no havia envellit bé i que interpretar-lo "era com veure programes d'èxit de televisió dels 70. 'La gent ho mirava?,' et preguntes amb horror."
Myst va ser nomenat millor joc d'aventures/de rol-fantasia del 1994 als Premis Codie, i va rebre una menció honorífica de Electronic Entertainment el 1993 a la categoria de "Breakthrough Game", al qual finalment es va anar a The 7th Guest. Els editors de la revista van escriure, "Un dels jocs amb més bon aspecte, la versió de Macintosh de Myst estableix nous estàndards per a l 'ús efectiu del CD-ROM." Myst també va ser subcampió del premi "Joc d'Aventures de l'Any" de 1993 al Computer Gaming World, però va perdre davant Gabriel Knight: Sins of the Fathers i Day of the Tentacle (tie). El 1996, la revista va classificar Myst com l'11è a la seva llista dels jocs d'ordinador més innovadors.
Les revisions sobre els ports de consola del joc generalment reflectien l'actitud de cada crític envers el joc original, ja que els crítics estaven d'acord que els ports per a 3DO, Saturn, i PlayStation són pràcticament idèntics a l'original del PC. Per exemple, Sushi-X de Electronic Gaming Monthly va donar a la versió 3DO un 5 sobre 10, remarcant "Els gràfics i els sons són decents, però el joc no em va agradar mai al PC", mentre que el seu company crític Danyon Carpenter va donar un 7 sobre 10 i va valorar que "Aquest joc va arribar fort quan va debutar al PC i que la il·lusió hauria de seguir al 3DO." En una de les ressenyes més entusiastes de Myst, GamePro va donar a la versió 3DO un perfecte 5 sobre 5 en les quatre categories (gràfics, so, control i factor de diversió), i va concloure: "Bonic i encantador, Myst us emocionarà i us farà pensar alhora." Els revisors van ignorar la versió del Jaguar CD, però GamePro van comentar que, a part de la manca del Jaguar CD d'un perifèric de ratolí i de vegades temps de càrrega més llargs, aquesta versió també és idèntica a l'original del PC.
Tot i això, la versió 3DS va rebre crítiques negatives, fins i tot de crítics que van sentir que la popularitat de Myst era poc merescuda, citant gràfics i àudio molt per sota de les capacitats del 3DS i l'ús de controls de cercles molestos en lloc de la pantalla tàctil del 3DS.
Myst va tenir un immens èxit comercial. Juntament amb The 7th Guest, era àmpliament considerat com a aplicació assassina que va accelerar les vendes de les unitats de CD-ROM. Al novembre del 2000, havia venut per sobre dels 6,3 milions d'unitats a tot el món, inclosos més de 4,3 milions als Estats Units. L'èxit del joc també va comportar una sèrie de jocs que pretenien copiar l'èxit de Myst, denominats "clons de Myst". Myst va ser el joc més venut de la dècada del 1990 fins que The Sims va superar les vendes el 2002 i va ser el joc més venut als EUA durant un total de 52 mesos entre març de 1993 i abril de 1999. L'èxit de Myst va ser desconcertant, ja que es preguntaven com un joc que es veia com "poc més que 'una presentació de diapositives interactiva'" va resultar ser un èxit. Alguns desenvolupadors de jocs d'aventura concurrents al llançament de Myst van mostrar una certa crítica del seu èxit a causa del nombre de videojocs posteriors que van copiar l'estil de Myst en comparació dels jocs d'aventura tradicionals, que van diluir el mercat amb clons mal rebuts i que van contribuir a la popularitat que disminuïa el gènere de jocs d'aventura fins al 2000. Altres van criticar Myst com el "joc anti-arcade definitiu", ja que era molt més relaxat i casual que qualsevol cosa que es va llançar abans des de 1972, des de llavors "no hi havia vides, ni mort, ni puntuacions ni límit de temps. No calia agilitat física ni reflexos. L'única pressió era la que imposeu a vosaltres mateixos per resoldre els puzles i completar la història."

### Llegat
A més dels nombrosos remakes i ports del joc, l'èxit de Myst va fer arribar diverses seqüeles. Riven va ser alliberat el 29 d'octubre de 1997, en què Atrus demana al jugador que torni a ajudar-lo a rescatar la seva dona Gehn. Myst III: Exile, el 7 de maig de 2001 es va publicar simultàniament per a sistemes Macintosh i Windows a Amèrica del Nord i posteriorment va ser portat a les consoles PlayStation 2 i Xbox. Exile no va ser desenvolupat per Cyan; Presto Studios va desenvolupar el títol i Ubisoft el va publicar. Tenint lloc 10 anys després dels esdeveniments de Riven, Exile revela les raons per les quals els fills d'Atrus són empresonats i els efectes desastrosos que va provocar la seva cobdícia. La quarta entrada de la sèrie, Myst IV: Revelation, va ser llançat el 10 de setembre de 2004 i va ser desenvolupat i publicat íntegrament per Ubisoft. La música estava composta per Jack Wall amb assistència de Peter Gabriel. El joc final de la saga Myst va ser Myst V: End of Ages, desenvolupat per Cyan Worlds i llançat el 19 de setembre de 2005.
A més de la saga principal de Myst, Cyan va desenvolupar Uru: Ages Beyond Myst, que es va estrenar el 14 de novembre del 2003. Uru permet als jugadors personalitzar els seus avatars i ofereix gràfics en temps real. El component multijugador de Uru inicialment es va cancel·lar, però GameTap amb el temps el va reviure com a Myst Online: Uru Live, que al seu torn va ser cancel·lat. El joc es va ressuscitar més tard com a títol de codi obert. La iteració més recent i actual del Uru en línia es va fer de codi obert i s'han creat diverses edats creades per fans. A mitjans dels anys 90, els germans Miller van col·laborar amb David Wingrove, escrivint diverses novel·les basades en l'univers de Myst, publicades per Hyperion. Les novel·les, titulades Myst: The Book of Atrus, Myst: The Book of Ti'ana, i Myst: The Book of D'ni, emplena la base de dades dels jocs i foren empaquetats junts com a The Myst Reader.
Cap al 2003, la franquícia de Myst havia venut més de dotze milions d'exemplars a tot el món, amb Myst representen més de sis milions d'exemplars a la xifra. El joc va ser el videojoc d'ordinador més venut fins que The Sims va superar les seves vendes el 2002. Myst va ser afegit a la col·lecció de videojocs del Museu d'Art Modern de Nova York el 2013, on es mostra com a presentació en vídeo.
La popularitat del joc ha comportat diverses mencions en la cultura popular. Les referències a Myst venen d'aparicions en un episodi de The Simpsons ("Treehouse of Horror VI"), i Matt Damon volia que el videojoc The Bourne Conspiracy ser un joc de trencaclosques com Myst, negant-se a prestar el seu talent de veu al joc quan va ser convertit en un joc de tir. Myst també s'ha utilitzat amb finalitats educatives i científiques; Becta Tim Rylands, va reconèixer un professor de l'escola primària, que havia aconseguit millores en l'alfabetització amb Myst com a eina docent, i els investigadors han utilitzat el joc per a estudis sobre els efectes dels videojocs sobre les agressions. Un joc d'ordinador paròdic, Pyst, es va estrenar el 1996; el joc és un itinerant satíric de l'illa de Myst que aparentment havia estat vandalitzat per visitants frustrats.
Retrospectivament, Myst es considera que va ser un precursor dels jocs casuals que van obtenir popularitat en plataformes de navegador i dispositius mòbils que normalment no requereixen que els jugadors actuïn ràpidament, a més d'un exemple preliminar de simulador a peu que permeten als jugadors explorar i descobrir la narració del joc al seu propi ritme. Les seqüeles de Cyan a Myst atambé va servir indirectament per popularitzar els jocs tipus escape the room, que ofereixen experiències similars de resolució de trencaclosques però en un espai molt més reduït.
Disney es va apropar a Cyan Worlds per construir un parc d'atraccions inspirat en Myst, que incloïa explorar una zona illenca dins de les propietats de Disney a Florida que Rand Miller va sentir perfecte per l'ambientació de Myst. El servei de streaming de televisió Hulu havia obtingut els drets per crear una sèrie de televisió al voltant de Myst el maig de 2015. La sèrie exploraria l'origen de l'illa principal presentada a Myst. La sèrie de Hulu havia de ser produïda per Legendary Television, que havia adquirit els drets televisius de Cyan per a la sèrie a finals del 2014. La sèrie serà produïda per Matt Tolmach i escrita per Evan Daugherty. Rand Miller va declarar en una entrevista de setembre de 2016 que amb el programa, "ja estem més lluny del que hem estat durant molt de temps", però els terminis continuen sent incerts. El juny de 2019, Village Roadshow Pictures va anunciar que havien adquirit els drets de fer pel·lícules, programes de televisió i altres programacions de Myst, deixant en dubte el destí del treball de Legendary Television.

## Re-llançaments i versions
L'èxit de Myst va permetre que el joc es portés a múltiples plataformes, incloses consoles Saturn, PlayStation, PlayStation 3, PlayStation Portable, Android, iPhone, Nintendo DS, Nintendo 3DS, Jaguar CD, AmigaOS, CD-i, i 3DO. També hi havia una versió desenvolupada i fins i tot prevista per a la Sega CD, però mai va ser llançada per Sunsoft.

### Remakes per a PC
Myst: Masterpiece Edition va ser una versió actualitzada del Myst original, llançat al maig del 2000. Va incloure diverses millores respecte al multimèdia original del joc: les imatges es van tornar a presentar truecolor de 24 bits en lloc de l'original de 256 colors (8 bits) de Myst; la banda sonora va ser remasteritzada i es van millorar els efectes sonors.
realMyst: Interactive 3D Edition va ser un remake de Myst llançat el novembre de 2000 per a PCs Windows i el gener de 2002 per a Mac. A diferència de Myst i Masterpiece Edition, la jugabilitat de realMyst amb llibertat total, gràfics 3D en temps real en lloc d'imatges preparades d'apunta i clica. Els efectes meteorològics, com les tempestes, les postes de sol i els raigs de sol es van afegir a les Edats i es van afegir canvis menors per mantenir el joc en sincronia amb la història de les novel·les i continuacions de Myst. El joc també va afegir una nova sisena Edat anomenada Rime, que es presenta en un final prolongat, així com l'afegit de la tomba de Ti'ana a l'illa Myst. realMyst va ser desenvolupat per Cyan, Inc. i Sunsoft, i publicat per Ubisoft. Si bé es lloava la nova interactivitat del joc, realMyst funcionava malament a la majoria d'ordinadors de l'època. Robyn Miller va expressar la seva frustració amb realMyst i va dir: "Només vaig veure realMyst després que es va publicar. Com a remake, va ser un lapse de raó i sense sentit; mercantilisme addicional del Myst original. Definitivament, no va ser la manera com vam imaginar Myst, tal com es va promoure."
realMyst: Masterpiece Edition, una revisió millorada visualment que funciona sobre el motor Unity que també inclou els gràfics del Myst original, va ser llançada per Steam el 5 de febrer de 2014. El remake es va actualitzar a la versió 2.0 el 28 de gener de 2015, va rebre una important revisió gràfica en què es van solucionar diversos errors i es va millorar el detall de molts models i textures.

### Consoles i portàtils
El 18 de maig de 2012, PlayStation Network va llançar un port per a Myst en forma de PSone clàssic per a PlayStation 3 i PSP.
El novembre de 2005, Midway Games va anunciar que estarien desenvolupant un remake de Myst per la PlayStation Portable. El remake inclouria contingut addicional que no figurava al Myst original, inclosa l'Edat de Rime que es va veure anteriorment a realMyst. El joc es va estrenar al Japó i Europa el 2006, i la versió dels Estats Units es va llançar el 2008.
Una versió de Myst per la Nintendo DS es va publicar el desembre de 2007. La versió presenta vídeos i àudio remasteritzats usant codi font reescrit específicament per a la Nintendo DS. El remake mostra Rime com a Edat jugable, amb un conjunt de gràfics totalment nous. Aquesta versió del joc es va llançar a Europa el 7 de desembre de 2007, cortesia de Midway. Va ser llançat a l'Amèrica del Nord el 13 de maig del 2008, publicat originalment per Navarre i reeditat posteriorment per Storm City Games. La versió va ser molt criticada per la premsa de videojocs, amb una puntuació total de 43/100 a Metacritic. Aquesta versió es va tornar a publicar posteriorment per a Nintendo 3DS, publicada per Funbox Media a Europa, i Maximum Family Games a l'Amèrica del Nord i Austràlia. El joc va aparèixer després en format digital a través de la versió Nintendo eShop a l'Amèrica del Nord el 15 de novembre de 2012, i a Europa el 5 de setembre de 2013.
Al febrer de 2005, Cyan i Mean Hamster Software van llaçar Myst per la plataforma Microsoft Windows Mobile; Riven va ser portat poc després. L'agost de 2008, Cyan va anunciar que la companyia desenvolupava una versió de Myst per a l'iOS d'Apple. El joc es va posar a disposició per descarregar-lo des del web de iTunes App Store el 2 de maig de 2009. La mida de descàrrega original era de 727 MB, que es consideraven molt gran pels estàndards d'iPhone. Una versió actualitzada de realMyst va ser alliberat per a iPad 2 i superior, amb gràfics millorats respecte al llançament original del PC, el 14 de juny de 2012. Una versió per a dispositius Android basada en la versió de realMyst va ser llançada el 26 de gener de 2017, produïda i publicada per Noodlecake, i un port similar per a Riven va ser llançat el 26 d'abril de 2017.
realMyst: Masterpiece Edition està previst per ser alliberat per la Nintendo Switch el Q3 2019.